# Bleptina cryptoleuca
Bleptina cryptoleuca är en fjärilsart som beskrevs av Louis Beethoven Prout 1921. Bleptina cryptoleuca ingår i släktet Bleptina och familjen nattflyn. Inga underarter finns listade i Catalogue of Life.